# William McMichael Shepherd
William McMichael Shepherd (Oak Ridge, Tennessee, 1949. július 26.–) amerikai űrhajós.

## Életpálya
1971-ben az Amerikai Egyesült Államok Haditengerészeti Akadémiáján szerzett mérnök-pilóta diplomát. A haditengerészetnél teljesített hivatásos szolgálatot. Számítástechnikai ismeretekből szerzett oklevelet. 1978-ban a Massachusettsi Egyetemen mérnöki diplomát szerzett. 1984-ben került a NASA állományába.
1984. május 23-tól részesült űrhajóskiképzésben a Lyndon B. Johnson Űrközpontban, valamint a Jurij Gagarin Űrhajós Kiképző Központban. Négy űrszolgálata alatt összesen 159 napot, 7 órát és 49 percet töltött a világűrben. Űrhajós pályafutását 2002. augusztus 14-én fejezte be.

## Űrrepülések
- STS–27 az Atlantis űrrepülőgép harmadik repülése. Első űrszolgálata alatt, küldetésfelelősként összesen 4 napot, 9 órát, 5 percet és 37 másodpercet töltött a világűrben.
- STS–41 a Discovery űrrepülőgép 11. repülése. Második űrszolgálata alatt, küldetésfelelősként összesen 4 napot, 2 órát és 10 percet töltött a világűrben. Sikeresen útnak indították a Ulysses űrszondát.
- STS–52 a Columbia űrrepülőgép 13. repülése. Harmadik űrszolgálata alatt, küldetésfelelősként összesen 9 napot, 20 órát és 56 percet töltött a világűrben. Útnak indították a LAGEOS–2 tudományos műholdat.
- Szojuz TM–31 küldetésfelelőse. Az első amerikai Expedíció–1 parancsnokaként repült a Nemzetközi Űrállomásra (ISS). Negyedik űrszolgálata alatt, küldetésfelelősként összesen 140 napot, 23 órát és 38 percet töltött a világűrben.

## Kitüntetések
- 2003-ban az ISS űrállomásra történő első repülés alkalmából a kongresszustól megkapta Medal of Honor kitüntetést.
- 2009-ben pályafutását amerikai Űrhajósok Múzeumában is megörökítették.